# Dorothy Garrod

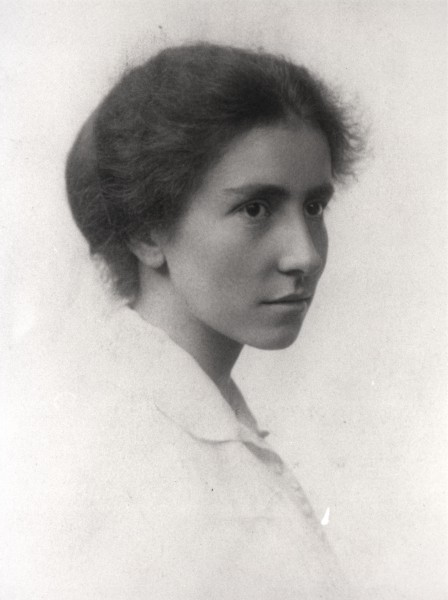
Dorothy Garrod, 1913

Dorothy Annie Elizabeth Garrod (* 5. Mai 1892 in London; † 18. Dezember 1968 in Cambridge) war eine der bedeutendsten Prähistorikerinnen Großbritanniens. Sie erforschte die Altsteinzeit (Paläolithikum), die Kulturstufe der jüngeren Altsteinzeit (Jungpaläolithikum) in Europa und der Mittelsteinzeit (Mesolithikum) in Palästina. Sie gilt als zweite Frau, nach Johanna Mestorf, die das Leben der frühen Menschen erforschte. Sie war die erste Frau, die eine Professur an der Universität Cambridge erhielt.

## Leben
Dorothy Garrod wurde am 5. Mai 1892 als eines von vier Kindern einer Arztfamilie geboren. Ihr Vater Archibald Garrod, der am St Bartholomew’s Hospital arbeitete, gilt als einer der Entdecker der biochemischen Vererbungslehre. Ihre Brüder Alfred-Noel und Thomas fielen im Ersten Weltkrieg, ihr jüngerer Bruder Basil starb 1919 an der Spanischen Grippe.
Nach dem Besuch einer Privatschule, der Birklands School in St Albans, studierte Garrod von 1913 bis 1916 am Newnham College in Cambridge Geschichte. Im Ersten Weltkrieg lebte ihre Familie auf Malta, während sie selbst zwischen 1917 und 1919 in Frankreich in der Catholic Women’s League verletzte Soldaten pflegte. 1919 folgte sie ihrer Familie nach Malta. Hier besuchte sie die Tempelausgrabungen des Archäologen Themistocles Żammit, wodurch sie einen Eindruck von der Prähistorie des Mittelmeerraums bekam. 1921 begann sie an der University of Oxford Anthropologie zu studieren, unter anderem bei Robert Ranulph Marett, der in Frankreich La Cotte von St Brelade erforscht hatte und seine Begeisterung für die Religionen der frühen Menschen auf Garrod übertrug. Er brachte sie mit den französischen Prähistorikern Henri Èdouard Breuil und Henri Graf Bégouën (1863–1956) in Kontakt.
Von 1922 bis 1924 arbeitete Dorothy Garrod unter Henri Breuil am Institut de Paléontologie Humaine in Paris und forschte u. a. in La Quina. In dieser Zeit freundete sie sich mit Pierre Teilhard de Chardin (1881–1955) an, der damals asiatische Skelette untersuchte. Auf Anregung von Henri Breuil untersuchte Garrod 1925 bis 1927 das Felsdach Devil’s Tower (Gibraltar). Hier konnte sie 1926 50.000 Jahre alte Reste eines jugendlichen Neandertalers bergen. Ebenfalls während dieses Aufenthalts in Frankreich kam sie in Kontakt mit dem US-Archeologen und Anthropologen George Grant MacCurdy von der Yale University, der sie ermunterte, eine Übersichtsarbeit über Funde aus dem Paläolithikum in Großbritannien zu verfassen. Der Text erschien 1926 als Buch unter dem Titel The Upper Paleolithic in Britain, von der University of Oxford wurde ihr aufgrund dieses Buches der Bachelor-Grad zugesprochen.

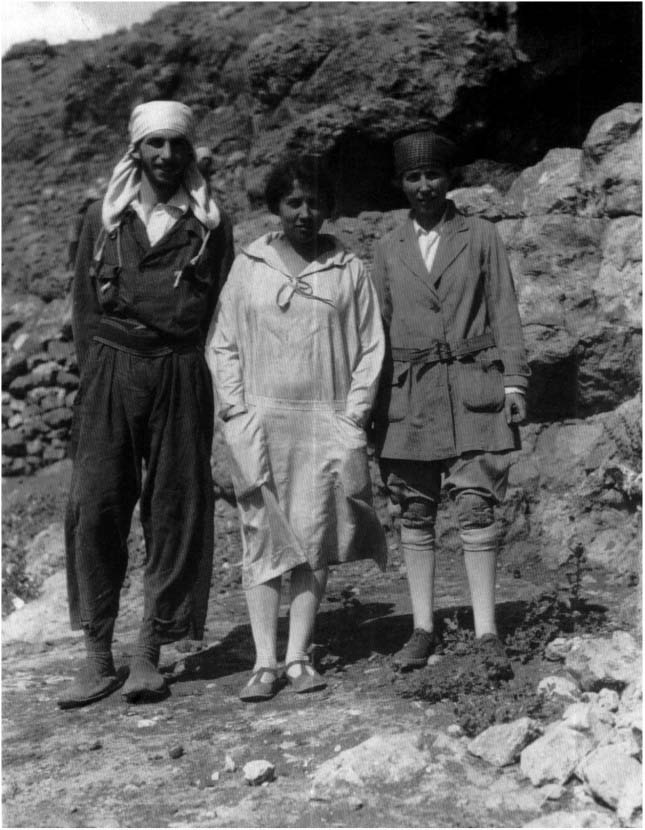
Garrod mit zwei ihrer Kollegen im Jahr 1928

Während Garrod in Gibraltar tätig war, wurden in der Nähe von Jerusalem hominine Fossilien entdeckt. Dies veranlasste George Grant MacCurdy, eine anglo-amerikanische archäologische Expedition nach Palästina zu organisieren, geleitet von 1928 bis 1934 von Dorothy Garrod. In diesen Jahren hat sie die Shuqba-Höhle im Wadi an-Natuf (Westjordanland) untersucht und Zeugnisse der später (1957) von ihr als „Natufien“ bezeichneten Kulturstufe entdeckt. Das Natufien, das zwischen dem 10. und 8. Jahrtausend v. Chr. in Palästina existierte, stellt den Übergang zwischen später Altsteinzeit und früher Jungsteinzeit (Neolithikum) dar. Nach einer Expedition in Kurdistan war Garrod Leiterin von Ausgrabungen im Karmelgebirge. Auch hier gelangen ihrem Team Aufsehen erregende Funde. An der Westseite des Karmel entdeckte man in der Tabun-Höhle unter anderem das Begräbnis einer Neandertalerin, und in der Skhul-Höhle fand ihr damaliger wissenschaftlicher Assistent, Theodore D. McCown, zehn rund 100.000 Jahre alte Skelette von fünf Männern, zwei Frauen und drei Kindern. Teil des Teams war auch die Archäozoologin Dorothea Bate, die verschiedene nicht-menschliche Fossilien entdeckte und beschrieb.
Der 1938 von Garrod eingeführte Fachausdruck Gravettien bezeichnet eine Kulturstufe der Altsteinzeit vor rund 35.000 bis 24.000 Jahren, abgeleitet von Halbhöhle La Gravette bei Bayac im französischen Département Dordogne. Das Gravettien war in Spanien, Frankreich, Italien, Belgien, Deutschland, Österreich, in Tschechien und in Russland verbreitet.
Für ihre Veröffentlichung von The Stone Age of Mount Carmel (1938) verlieh ihr die Universität Oxford den Titel Doctor of Science („Doktor der Naturwissenschaften“). Von 1939 bis 1952 war sie Professorin für Archäologie (Disney Professor of Archaeology) in Cambridge und somit die erste Professorin dort. Von 1949 bis zu ihrem Ausscheiden 1952 leitete Garrod in Cambridge das Department for Archaeology and Anthropology.
Im Zweiten Weltkrieg stagnierte die wissenschaftliche Arbeit in Cambridge. Von 1942 bis 1945 arbeitete Garrod für den Photographic Intelligence Service, wodurch sie wertvolle Erfahrungen für die Auswertung von Luftbildern gewann, die sie zum Erkennen archäologischer Fundstellen nutzte. Aufbauend auf diesen Erfahrungen förderte sie später die Luftbildarchäologie.
Nach ihrem Ausscheiden als Professorin forschte sie weiterhin, so beispielsweise von 1958 bis 1962 bei Ausgrabungen im Libanon. Sie besaß seit 1952 ein kleines Haus in Villebois-Lavalette (Westfrankreich), genannt „Chamtoine“, wobei sie den Winter jeweils in Paris verbrachte. Ab 1965 verschlechterte sich ihr Gesundheitszustand. Nach einem Schlaganfall am 30. Juni 1968 zog sie nach Cambridge, wo sie am 18. Dezember 1968 im Alter von 76 Jahren starb.

## Ehrungen
- Im April 1968 erhielt sie die Goldmedaille der Society of Antiquaries of London.
- Seit 1952 war sie Mitglied der British Academy.
- 1928 wurde sie zur Präsidentin der Prehistoric Society of East Anglia gewählt.

## Publikationen (Auswahl)
- The Upper Palaeolithic Age in Britain. Clarendon Press, Oxford 1926.
- mit Leonard H. Dudley Buxton, Grafton Elliot Smith und Dorothea M. A. Bate: Excavation of a Mousterian rock-shelter at Devil's Tower, Gibraltar. In: The Journal of the Royal Anthropological Institute of Great Britain and Ireland. Bd. 58, 1928, S. 33–113, JSTOR:4619528.
- mit Dorothea M. A. Bate: The Stone Age of Mount Carmel. 2 Bände. Clarendon Press, Oxford  1937–1939.

## Belege
1. ↑  Eintrag Garrod, Dorothy Annie Elizabeth in Bernard Wood (Hrsg.): Wiley-Blackwell Encyclopedia of Human Evolution. 2 Bände. Wiley-Blackwell, Chichester u. a. 2011, ISBN 978-1-4051-5510-6.

| Personendaten    | Personendaten                                        |
| ---------------- | ---------------------------------------------------- |
| NAME             | Garrod, Dorothy                                      |
| ALTERNATIVNAMEN  | Garrod, Dorothy Annie Elizabeth (vollständiger Name) |
| KURZBESCHREIBUNG | britische Prähistorikerin                            |
| GEBURTSDATUM     | 5. Mai 1892                                          |
| GEBURTSORT       | London                                               |
| STERBEDATUM      | 18. Dezember 1968                                    |
| STERBEORT        | Cambridge                                            |